# Lennart Hellsing
Paul Lennart Hellsing (Västanfors, 5 de junio de 1919 – Estocolmo, 25 de noviembre de 2015) fue un escritor y traductor sueco. Por sus últimas apariciones en la literatura infantil, Hellsing fue finalista en 2010 en la bienal, los Premios Hans Christian Andersen, el mayor reconimiento en el ámbito de los creadores de libros para niños.

## Biografía
Hellsing era hijo del comerciante Paul Hellsing y Sigrid Hellsing, procedente de las Indias Occidentales. Fue un prolífico escritor de literatura infantil, particularmente conocido por sus rimas y sus juegos de palabras. Es considerado como un "poeta destacado" en el campo del humor y la literatura sin sentido. En 1987, recibió el Gran Premio de Samfundet De Nio. Hellsing se casó con la actriz Yvonne Lombard desde 1953 hasta la muerte de éste. Hellsing murió en su casa de Estocolmo, a causa de una neumonía la noche del 25 de noviembre de 2015.